# Чунгин

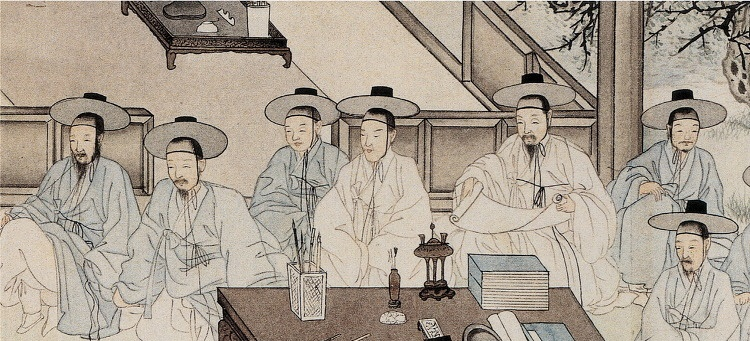
Средний класс Чосона

Джунги́н или чунги́н (хангыль: 중인; ханча: 中人) были высшим средним классом в средневековом и раннем современном корейском обществе, в эпоху Чосон. Название «джунгин» прямо означает «средние люди». Этот привилегированный класс простолюдинов состоял из небольшой группы мелких бюрократов и других высокообразованных квалифицированных рабочих, чьи технические и административные навыки позволяли янбан и королевской семье управлять низшими классами. Джунгин были источником жизненной силы корейской конфуцианской аграрной бюрократии, от которой зависели высшие классы, чтобы сохранить свою порочную власть над людьми. Считается, что их традиции и привычки являются предшественниками современных корейских административных систем как в Северной, так и в Южной Корее.
| Класс     | Хангыль | Ханча | Значение                |
| --------- | ------- | ----- | ----------------------- |
| Янбан     | 양반    | 兩班  | два вида аристократов   |
| Чунгин    | 중인    | 中人  | средние люди            |
| Санмин    | 상민    | 常民  | простолюдины            |
| Чхонмин   | 천민    | 賤民  | вульгарные простолюдины |
| - Пэкджон | 백정    | 白丁  | неприкасаемые           |
| - Ноби    | 노비    | 奴婢  | рабы (или крепостные)   |

## Профессии и роли в обществе

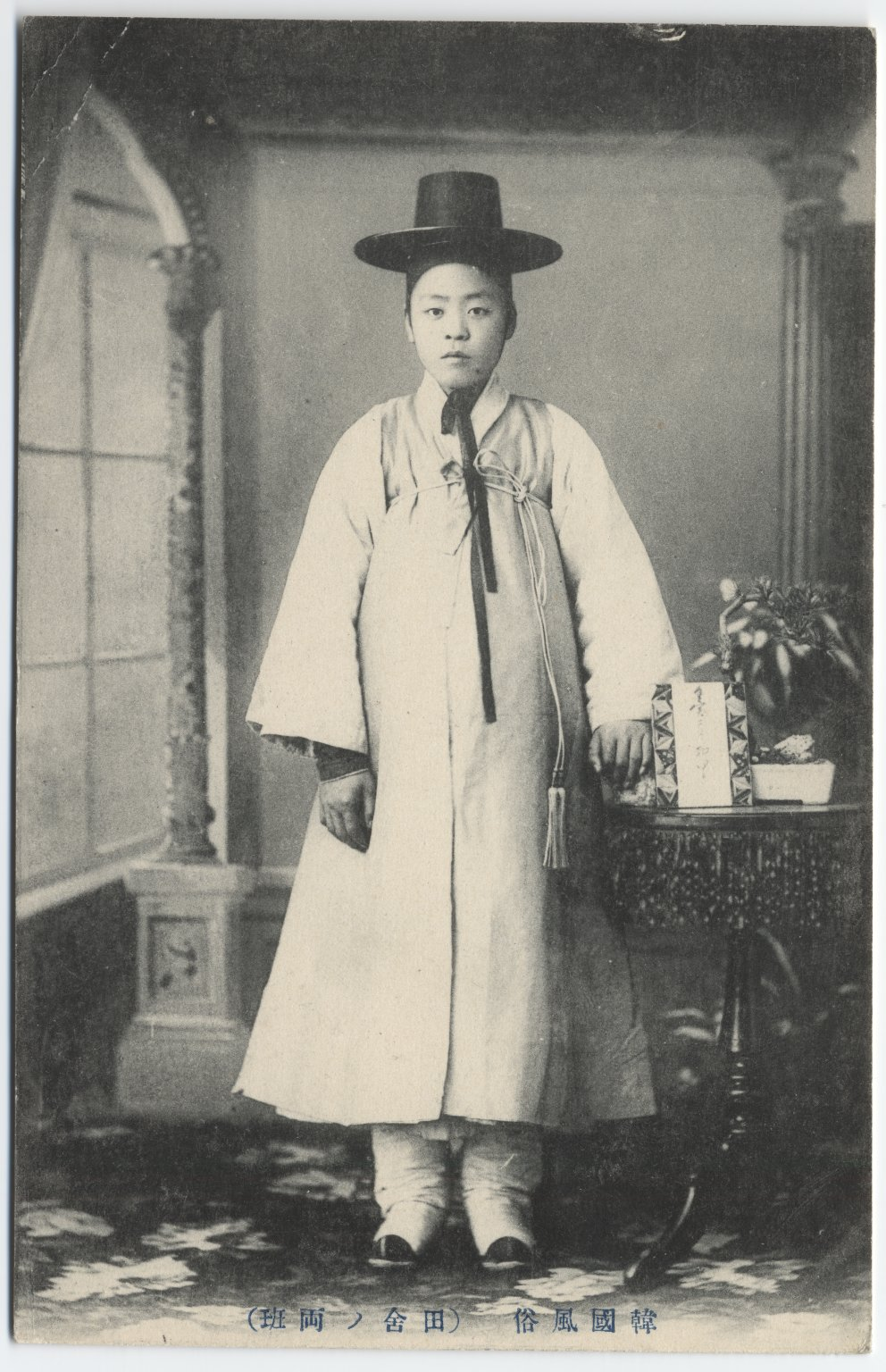
Молодой кореец из среднего класса, 1904 год.

В династической Корее, особенно в период Чосон, чунгин были ниже аристократии янбан, но выше по социальному статусу низшего среднего и рабочего класса. В их число входили высокообразованные государственные служащие со статусом, сравнимым с современными белыми воротничками (например, переводчики, ученые, инженеры, врачи, юристы, астрономы, бухгалтеры, каллиграфы и музыканты), военные офицеры из семей, производящих технических специалистов, потомственных государственных чиновников (как столичных, так и местных) или имевшие брачные связи с ними, а также внебрачные дети аристократов.
В повседневной жизни чунгин были ниже аристократов янбан, но выше санмин из низшего среднего и рабочего класса. Их роли быть второстепенными техническими и административными чиновниками, которые поддерживали структуру правительства. Чунгин самого высокого ранга, местные чиновники, административно позволяли янбан угнетать низшие классы, особенно тотальный контроль, который они имели над санмин. Чунгин функционировали как средний класс и по существу были мелкими бюрократами, особенно в сельской местности.
Хотя высокообразованные чунгины уступали аристократии в социальном положении, они пользовались гораздо большими привилегиями и влиянием, чем простолюдины из мелкой буржуазии и рабочего класса. Например, чунгины не облагались налогами и не подлежали воинской повинности . Как и янбанам, им было разрешено жить в центральной части города, отсюда и название «средние люди». Кроме того, чунгины, как правило, вступали в брак в пределах своего класса, а также в классе янбан . Кроме того, поскольку они имели право войти во дворец в качестве королевских слуг, девушка-чунгин могла, если ее отец имел чистую репутацию или хорошие связи, привлечь внимание короля или вдовствующей королевы, стать королевской наложницей или даже Королевской Благородной Супругой, второй высший уровень в иерархии королевского гарема после Королевы. Примером может служить королевская благородная супруга Хви из клана Индон Джан, личное имя Чан Ок Чжон, которая была наложницей короля Сукчона и матерью Кёнджона. Она была королевой Чосона с 1689 года до своего свержения в 1694 году.
Однако, чтобы стать джунгин, обычно требовалось сдать экзамен чапква, который проверял их практические знания определенных навыков. Джунгин были известны не только как часть среднего класса, они были самым маленьким социальным классом в династической Корее.
Корейские джунгин как социальный класс были примерно аналогичны среднему классу в Европе . Местные чиновники в деревне в основном приравнивались к мелким бюрократам.

## Известные представители чунгин
Чунгин были особенно заметны в конце девятнадцатого и начале двадцатого веков, когда они, как правило, приветствовали западные институты и идеи модернизации Кореи.
- Ю Дэчи (он же Ю Хонги)
- О Кён Сок и его сын О Се Чан
- Бён Су
- Ким Гюсик
- Чхве Нам Сон